# Nissan 280ZX
O Nissan 280ZX  é um modelo esportivo da Nissan.